# Фукс Едуард Карлович
Едуард Карлович Фукс (нар. 30 квітня 1872, с. Копаткевичі, Мозирський повіт, Мінська губернія, Російська імперія — пом. 2 квітня 1938, Кривий Ріг, Дніпропетровська область, УРСР) — російський та радянський геолог. Дослідник залізорудних родовищ Кривбасу.

## Біографія
Едуард Карлович Фукс (Едуард Карл Юлій Фукс) народився 30 квітня 1872 року в селі Копаткевичі Мозирського повіту Мінської губернії в багатодітній вчительській сім'ї. Початкову освіту отримав за місцем проживанням. З 1888 по 1890 рік навчався в Першому реальному училищі Санкт-Петербургу. Вищу освіту здобував в Санкт-Петербурзькому гірничому інституті (30 вересня 1890 — 24 серпня 1893), однак, через сімейні обставини не зміг закінчити повний курс навчання.
Трудова діяльність Едуарда Фукса розпочалася на Донбасі, де він працював гірничим інженером. Протягом 1894—1897 років, за розпорядженням керуючого Новоросійським товариством, керував пошуком покладів залізної руди в Бердянському повіті Таврійської губернії.

### На Криворіжжі
В 1897 році Едуарда Фукса було призначено завідувачем розвідками Новоросійського товариства Чарльза Пері в Криворізькому районі.
З 1906 по 1919 рік — помічник керуючого Новоросійського товариства в Кривому Розі.
В період 1914—1917 рр Е. К. Фукс став найбільш авторитетним і кваліфікованим розвідником надр Криворізького басейну, автором перших обґрунтованих підрахунків запасів залізної руди в Кривому Розі. В роки громадянської війни Е.Фукс врятував від знищення матеріали з геології і розвідки родовищ Кривбасу. Після війни він відродив і очолив геологорозвідувальну службу Південного рудного тресту (ПРТ) (1922-31 рр.), а потім тресту «Руда», керував усіма розвідувальними роботами в басейні. Едуард Карлович провів велику роботу по збиранню, опису природних відслонень і систематизації матеріалів з геології Кривбасу.
В період з 1919 до 1924 р., коли шахти Кривбасу через затоплення не працювали, Е. К. Фукс займався експлуатацією покладів бурого вугілля біля с. Нова Павлівка на лівому березі р. Саксагані напроти с. Веселі Терни.
З 1922 р. Е. К. Фукс працював завідувачем геологорозвідувального бюро ПРТ, в якому з 1923 р. почали проводити систематичні магнітометричні роботи.
В 1922 р. за активної участі Е. К. Фукса був створений Криворізький вечірній робітничий технікум (КВРТ), який пізніше був реорганізований у Криворізький гірничорудний інститут. Перший випуск КВРТ відбувся восени 1926 р., серед випускників був син Е. К. Фукса Вадим.
В 1929 р. Е. К. Фукс був призначений завідувачем геологорозвідувального бюро рудника ім. Жовтневої революції, а з 1930 р. очолив Криворізьку філію Геолтресту як головний геолог Кривбасу.
У грудні 1930 р. місцевим відділком ДПУ була сфабрикована справа про розкриття контрреволюційної шкідницької та диверсійної організації, яка, начебто, була галузевим осередком «Промпартії». ДПУ стверджувало, що організація нараховувала 17 організованих груп загальною кількістю понад 60 чоловік, а керівництво її складалося з чотирьох осіб. Головним «ворогом» слідство визнало Е. К. Фукса.
15 грудня 1930 р. Едуард Карлович був арештований і звинувачений у шкідництві, йому було призначене покарання — 10 років позбавлення волі з перебуванням у концтаборах.
Уникнути покарання вдалося завдяки випадку. Перша п'ятирічка на Криворіжжі була ознаменована початком будівництва металургійного заводу, а спеціалістів, здатних зробити розбивку місцевості під будівництво цехів та інших споруд, не знайшлося. Згадали про Е. К. Фукса. Для виконання геодезичних робіт його возили у «воронку» (так звалося в народі авто ДПУ, або міліції, за аналогією із птицею "чорний ворон", що вважалася вісником смерті) на будівельний майданчик. Завдяки клопотанню директора будівництва Якова Весніка, після виконання робіт Е. К. Фукс був звільнений як буржуазний спеціаліст, що розкаявся в своїх помилках по відношенню до радянської влади і був перевихований пролетаріатом.
У подальшому життя видатного геолога склалося трагічно. Друга хвиля терору, яка розпочалась після вбивства С. М. Кірова в Ленінграді в 1934 році охопила всю країну. Репресивні органи знову почали активні пошуки міфічних "ворогів народу". У серпні 1937 р. в міській газеті «Червоний гірник» з'явилась стаття «В чиїх руках геологоразвідувальні роботи Кривбаспроекту». Була створена комісія для перевірки фактів, викладених у публікації, висновки її були наперед визначеними. У січні 1938 р. Е. К. Фукса заарештували вдруге за проведення «розвідувальної та підривної роботи на користь однієї з іноземних країн». Разом з ним були звинувачені в шпигунстві на користь Америки і арештовані видатні геологи Ю. Г. Гершойг і С. І. Жилкінський, а також гірник, в подальшому академік Г. М. Малахов.
Е. К. Фуксу пригадали його національність (німець), непролетарське походження, зустрічі й співпрацю з академіком М. І. Світальським (який також був арештований), зв'язки з Південним рудним трестом і організацію міфічного контрреволюційного центру на Криворіжжі. Не витримавши знущань і принижень, Е. К. Фукс оголосив голодування. В стані крайнього виснаження його перевели до міської лікарні № 3, де 2 квітня 1938 р. він помер.

## Пам'ять
В 2016 році, під час процесу декомунізації, у Кривому Розі на честь Едуарда Фукса була перейменована вулиця Тухачевського.